# ジュリー・ヘルドマン
ジュリー・ヘルドマン（Julie Heldman, 1945年12月8日 - ）は、アメリカ・カリフォルニア州バークレー出身の元女子プロテニス選手。名門のテニス一家に生まれ育ち、1960年代後半から1970年代前半にかけて、アメリカを代表する女子選手のひとりとして活動した。彼女はウィンブルドンを除く4大大会で女子シングルスのベスト4に入ったが、決勝戦には進出できず、故障のため早い年齢での現役引退を余儀なくされた。

## 来歴
母親のグラディス・ヘルドマン（1922年 - 2003年）は、1953年に雑誌『ワールド・テニス』を創刊したジャーナリストで、女子テニス協会のWTAツアーの創設に大きく貢献し、（選手ではない）「ジャーナリスト」部門で国際テニス殿堂入りした人物である。父親のジュリアスは、かつての全米選手権ジュニア・チャンピオンであり、グラディスは夫の影響でテニス振興活動に熱中し始めたという。ユダヤ系である。
ジュリーはそのような家庭環境の中で、姉のキャリーとともに早くからテニスに親しみ、1960年から全米選手権に出場し始めた。1966年、ヘルドマンは初めて全仏選手権のベスト8に入る。1968年のメキシコ五輪では、テニスの非公式競技が「公開競技」（Demonstration）と「エキシビション」（Exhibition）に分かれて実施された。当時はまだ「アマチュアテニス選手」であったヘルドマンは、このメキシコ五輪の非公式競技に参加し、「公開競技」で女子シングルス銅メダル・女子ダブルス銀メダル・混合ダブルス金メダル、「エキシビション」で女子シングルス銀メダル・女子ダブルス金メダルを獲得した。
ヘルドマンは1969年から「プロテニス選手」に転向し、この年に全仏オープン・ウィンブルドン・全米オープンの3大会連続でベスト8に進出し、世界ランキングで自己最高の「5位」に入った。この頃、女子テニス界はシステムの転換点を迎え、9人の女子プロ選手たちが全米テニス協会（USTA）を離脱して、テキサス州ヒューストンに本拠を置く「バージニア・スリムズ・サーキット」というプロテニスツアーに参加を決定した。ジュリーはビリー・ジーン・キング夫人、ロージー・カザルス、ナンシー・リッチー、ジュディ・テガート・ドールトン、ケリー・メルビル、クリスティ・ピジョン、ヴァレリー・ジーゲンフス、ピーチズ・バルトコビッツと並んで「ヒューストンの9人」（Houston Nine）と呼ばれ、ジュリーの母親グラディスが「バージニア・スリムズ・サーキット」を全面的に支援した。このサーキットは商業的な成功を収め、こうして現在のような女子プロテニスツアーの原型が据えられた。ヘルドマンはその後、1970年全仏オープンで初の準決勝に進出したが、ここではマーガレット・コート夫人に 0-6, 2-6 で完敗した。
4年後の1974年、ヘルドマンは全豪オープンと全米オープンの2大会で準決勝に進出した。キャリアで唯一の出場となった全豪オープンでは、当時19歳になったばかりのクリス・エバートに 2-6, 3-6 で敗れ、全米オープンではビリー・ジーン・キング夫人に 6-2, 3-6, 1-6 で逆転負けした。キャリアを通じて3度の4大大会女子シングルス準決勝進出があったが、ヘルドマンはとうとう決勝戦に手が届かなかった。1975年は全仏オープン1回戦・全米オープン2回戦敗退に終わったヘルドマンは、この年に「バージニア・スリムズ・サーキット」で最後のシーズンを戦った後、故障のため1976年に現役を引退した。引退後は母親の影響もあり、テレビ解説者として多方面の活躍を続けてきた。その間、カリフォルニア大学ロサンゼルス校で法学を学んだこともある。ジュリー・ヘルドマンは2001年に「国際ユダヤ人スポーツ殿堂」入りを果たしたが、2年後に母親のグラディスを亡くした。